# CONCACAF Nations League 2023-2024
La CONCACAF Nations League 2023-2024 è stata la terza edizione della CONCACAF Nations League. La fase a gironi del torneo è iniziata il 7 settembre 2023 e la fase finale, che ha decretato i campioni, si è svolta il 24 marzo 2024 e ha visto la vittoria, la terza consecutiva, degli Stati Uniti.
La competizione ha visto un cambio di formato, con la Lega A ampliata a 16 squadre. La Nations League è utilizzata anche come meccanismo di qualificazione delle squadre CONCACAF alla Copa América 2024, che si giocherà negli Stati Uniti.

## Formula
Il 28 febbraio 2023 la CONCACAF ha annunciato un cambio di formato a partire dalla stagione 2023/2024 e, come conseguenza, non ci sono state retrocessioni dalla stagione precedente.
La Lega A è stata ampliata da 12 a 16 squadre con l'aggiunta dei quarti di finale. Le quattro squadre con il ranking più alto accedono direttamente ai quarti di finale, mentre le restanti 12 squadre sono raggruppate in due gironi da sei squadre dove ognuna di essere giocherà 4 partite (due in casa e due in trasferta). Le prime e seconde classificate dei due gironi passano ai quarti di finale dove affronteranno le migliori quattro squadre già classificate in partite di andata e ritorno; le quattro vincitrici accedono alla fase finale che mantiene il vecchio formato a eliminazione diretta con semifinali, finale per il terzo posto e finale.
La Lega A è servita anche per decretare le sei squadre CONCACAF qualificatesi alla Copa América 2024: le quattro vincitrici dei quarti di finale si sono direttamente qualificate, mentre le quattro perdenti hanno affrontato dei play-off per determinare le ultime due squadre qualificate.
La Lega B mantiene la stessa formula di 16 squadre suddivise in 4 giorni da 4 squadre con partite di andata e ritorno, di conseguenza la Lega C passa da 13 a 9 squadre suddivise in 3 gironi da 3 squadre, con partite di andata e ritorno.
Le vincitrici dei gironi delle Leghe B e C e la migliore seconda classificata della Lega C conseguono la promozione nella Lega immediatamente superiore. Le ultime due classificate dei gironi della Lega A e l'ultima classificata dei giorni della Lega B retrocedono nella Lega immediatamente inferiore.

## Date
Di seguito è riportato il programma della CONCACAF Nations League 2023-2024
| Turno      | Fase             | Fase          | Date                 |
|            | Lega A           | Lega B e C    |                      |
| ---------- | ---------------- | ------------- | -------------------- |
| Giornata 1 | Fase a gironi    | Fase a gironi | 7-9 settembre 2023   |
| Giornata 2 | Fase a gironi    | Fase a gironi | 10-12 settembre 2023 |
| Giornata 3 | Fase a gironi    | Fase a gironi | 12-14 ottobre 2023   |
| Giornata 4 | Fase a gironi    | Fase a gironi | 15-17 ottobre 2023   |
| Giornata 5 | Quarti di finale | Fase a gironi | 16-18 novembre 2023  |
| Giornata 6 | Quarti di finale | Fase a gironi | 19-21 novembre 2023  |
| Semifinali | Finali           | -             | 21 marzo 2024        |
| Finali     | Finali           | -             | 24 marzo 2024        |

## Fase a gironi

### Sorteggio dei gruppi
Il sorteggio si è svolto a Miami, Florida, Stati Uniti il 16 maggio, alle 19:00 EDT. Le 41 squadre CONCACAF sono divise nelle tre leghe in base ai risultati della scorsa stagione, le urne sono state create basandosi sul ranking CONCACAF a marzo 2023.
Inizialmente il Nicaragua aveva ottenuto la promozione nella Lega A, avendo vinto il girone C della Lega B, ma è stato squalificato per aver schierato un giocatore non convocabile. Di conseguenza, il 12 giugno 2023 il Nicaragua è stato rimpiazzato da Trinidad e Tobago nella Lega A.
| Urna | Squadra           | Pt    | Rank |
| ---- | ----------------- | ----- | ---- |
| QF   | Messico           | 1.939 | 1    |
| QF   | Stati Uniti       | 1.919 | 2    |
| QF   | Costa Rica        | 1.796 | 3    |
| QF   | Canada            | 1.743 | 4    |
| 1    | Panama            | 1.695 | 5    |
| 1    | Haiti             | 1.482 | 6    |
| 2    | Giamaica          | 1.479 | 7    |
| 2    | Guatemala         | 1.405 | 8    |
| 3    | Honduras          | 1.403 | 9    |
| 3    | El Salvador       | 1.330 | 10   |
| 4    | Martinica         | 1.246 | 12   |
| 4    | Cuba              | 1.176 | 13   |
| 5    | Curaçao           | 1.171 | 14   |
| 5    | Suriname          | 1.079 | 16   |
| 6    | Trinidad e Tobago | 1.254 | 11   |
| 6    | Grenada           | 791   | 25   |

| Urna | Squadra                   | Pt    | Rank |
| ---- | ------------------------- | ----- | ---- |
| 1    | Nicaragua                 | 1.067 | 17   |
| 1    | Guyana francese           | 1.086 | 15   |
| 1    | Guyana                    | 994   | 18   |
| 1    | Guadalupa                 | 966   | 19   |
| 2    | Antigua e Barbuda         | 949   | 20   |
| 2    | Saint Kitts e Nevis       | 923   | 21   |
| 2    | Rep. Dominicana           | 913   | 22   |
| 2    | Bermuda                   | 863   | 23   |
| 3    | Saint Lucia               | 795   | 24   |
| 3    | Porto Rico                | 790   | 26   |
| 3    | Montserrat                | 780   | 27   |
| 3    | Saint Vincent e Grenadine | 726   | 28   |
| 4    | Belize                    | 715   | 29   |
| 4    | Barbados                  | 881   | 30   |
| 4    | Bahamas                   | 530   | 34   |
| 4    | Sint Maarten              | 413   | 37   |

| Urna | Squadra                   | Pt  | Rank |
| ---- | ------------------------- | --- | ---- |
| 1    | Bonaire                   | 627 | 31   |
| 1    | Dominica                  | 572 | 32   |
| 1    | Aruba                     | 564 | 33   |
| 2    | Turks e Caicos            | 461 | 35   |
| 2    | Isole Cayman              | 435 | 36   |
| 2    | Saint-Martin              | 377 | 38   |
| 3    | Anguilla                  | 224 | 39   |
| 3    | Isole Vergini Americane   | 193 | 40   |
| 3    | Isole Vergini Britanniche | 163 | 41   |

### Lega A

#### Gruppo A
| Squadra           | Pt | G | V | N | P | GF | GS | DG |
| ----------------- | -- | - | - | - | - | -- | -- | -- |
| Panama            | 10 | 4 | 3 | 1 | 0 | 9  | 2  | +7 |
| Trinidad e Tobago | 9  | 4 | 3 | 0 | 1 | 10 | 9  | +1 |
| Martinica         | 7  | 4 | 2 | 1 | 1 | 2  | 3  | -1 |
| Guatemala         | 4  | 4 | 1 | 1 | 2 | 5  | 7  | -2 |
| Curaçao           | 3  | 4 | 1 | 0 | 3 | 6  | 7  | -1 |
| El Salvador       | 1  | 4 | 0 | 1 | 3 | 2  | 6  | -4 |

| Squadra           | Panama (bandiera) | Guatemala (bandiera) | El Salvador (bandiera) | Martinica (bandiera) | Curaçao (bandiera) | Trinidad e Tobago (bandiera) |
| ----------------- | ----------------- | -------------------- | ---------------------- | -------------------- | ------------------ | ---------------------------- |
| Panama            |                   | 3 – 0                |                        | 3 – 0                |                    |                              |
| Guatemala         | 1 – 1             |                      | 2 – 0                  |                      |                    |                              |
| El Salvador       |                   |                      |                        | 0 – 0                |                    | 2 – 3                        |
| Martinica         |                   |                      | 1 – 0                  |                      | 1 – 0              |                              |
| Curaçao           | 1 – 2             |                      |                        |                      |                    | 5 – 3                        |
| Trinidad e Tobago |                   | 3 – 2                |                        |                      | 1 – 0              |                              |

#### Gruppo B
| Squadra  | Pt | G | V | N | P | GF | GS | DG  |
| -------- | -- | - | - | - | - | -- | -- | --- |
| Giamaica | 10 | 4 | 3 | 1 | 0 | 10 | 5  | +5  |
| Honduras | 7  | 4 | 2 | 1 | 1 | 8  | 1  | +7  |
| Suriname | 5  | 4 | 1 | 2 | 1 | 6  | 3  | +3  |
| Cuba     | 5  | 4 | 1 | 2 | 1 | 1  | 4  | -3  |
| Haiti    | 3  | 4 | 0 | 3 | 1 | 5  | 6  | -1  |
| Grenada  | 1  | 4 | 0 | 1 | 3 | 2  | 13 | -11 |

| Squadra  | Haiti (bandiera) | Giamaica (bandiera) | Honduras (bandiera) | Cuba (bandiera) | Suriname (bandiera) | Grenada (bandiera) |
| -------- | ---------------- | ------------------- | ------------------- | --------------- | ------------------- | ------------------ |
| Haiti    |                  | 2 – 3               |                     | 0 – 0           |                     |                    |
| Giamaica | 2 – 2            |                     | 1 – 0               |                 |                     |                    |
| Honduras |                  |                     |                     | 4 – 0           |                     | 4 – 0              |
| Cuba     |                  |                     | 0 – 0               |                 | 1 – 0               |                    |
| Suriname | 1 – 1            |                     |                     |                 |                     | 4 – 0              |
| Grenada  |                  | 1 – 4               |                     |                 | 1 – 1               |                    |

#### Quarti di finale
Le prime due classificate di ogni girone accedono ai quarti di finale dove nella finestra di Novembre 2023 affrontano le quattro squadre con ranking più alto già qualificate in partite di andata e ritorno. Il 18 ottobre 2023 CONCACAF ha reso noto gli accoppiamenti.
| Squadra 1   | Totale          | Squadra 2         | Andata | Ritorno |
| ----------- | --------------- | ----------------- | ------ | ------- |
| Costa Rica  | 1 - 6           | Panama            | 0 - 3  | 1 - 3   |
| Giamaica    | 4 - 4 (gfc)     | Canada            | 1 - 2  | 3 - 2   |
| Stati Uniti | 4 - 2           | Trinidad e Tobago | 3 - 0  | 1 - 2   |
| Honduras    | 2 - 2 (2-4 dtr) | Messico           | 2 - 0  | 0 - 2   |

#### Fase Finale
Per determinare gli accoppiamenti delle semifinali è stata stilata una classifica in base ai risultati delle quattro vincitrici dei quarti di finale; la prima classificata affronta la quarta classificata e la seconda classificata affronta la terza classificata.
| Squadra     | Pt | G | V | N | P | GF | GS | DG |
| ----------- | -- | - | - | - | - | -- | -- | -- |
| Panama      | 6  | 2 | 2 | 0 | 0 | 6  | 1  | +5 |
| Stati Uniti | 3  | 2 | 1 | 0 | 1 | 4  | 2  | +2 |
| Giamaica    | 3  | 2 | 1 | 0 | 1 | 4  | 4  | 0  |
| Messico     | 3  | 2 | 1 | 0 | 1 | 2  | 2  | 0  |

### Lega B

#### Gruppo A
| Squadra             | Pt | G | V | N | P | GF | GS | DG  |
| ------------------- | -- | - | - | - | - | -- | -- | --- |
| Guadalupa           | 15 | 6 | 5 | 0 | 1 | 16 | 3  | +13 |
| Saint Lucia         | 10 | 6 | 3 | 1 | 2 | 10 | 6  | +4  |
| Sint Maarten        | 6  | 6 | 2 | 0 | 4 | 6  | 15 | -9  |
| Saint Kitts e Nevis | 4  | 6 | 1 | 1 | 4 | 4  | 12 | -8  |

| Squadra             | Guadalupa (bandiera) | Saint Kitts e Nevis (bandiera) | Saint Lucia (bandiera) | Sint Maarten (bandiera) |
| ------------------- | -------------------- | ------------------------------ | ---------------------- | ----------------------- |
| Guadalupa           |                      | 5 – 0                          | 2 – 0                  | 4 – 0                   |
| Saint Kitts e Nevis | 1 – 2                |                                | 0 – 0                  | 0 – 1                   |
| Saint Lucia         | 2 – 1                | 2 – 0                          |                        | 1 – 2                   |
| Sint Maarten        | 0 – 2                | 2 – 3                          | 1 – 5                  |                         |

#### Gruppo B
| Squadra         | Pt | G | V | N | P | GF | GS | DG  |
| --------------- | -- | - | - | - | - | -- | -- | --- |
| Nicaragua       | 16 | 6 | 5 | 1 | 0 | 17 | 1  | +16 |
| Rep. Dominicana | 10 | 6 | 3 | 1 | 2 | 14 | 6  | +8  |
| Montserrat      | 9  | 6 | 3 | 0 | 3 | 9  | 14 | -5  |
| Barbados        | 0  | 6 | 0 | 0 | 6 | 7  | 24 | -19 |

| Squadra         | Nicaragua (bandiera) | Rep. Dominicana (bandiera) | Montserrat (bandiera) | Barbados (bandiera) |
| --------------- | -------------------- | -------------------------- | --------------------- | ------------------- |
| Nicaragua       |                      | 0 – 0                      | 3 – 0                 | 5 – 1               |
| Rep. Dominicana | 0 – 2                |                            | 3 – 0                 | 5 – 2               |
| Montserrat      | 0 – 3                | 2 – 1                      |                       | 4 – 2               |
| Barbados        | 0 – 4                | 0 – 5                      | 2 – 3                 |                     |

#### Gruppo C
| Squadra                   | Pt | G | V | N | P | GF | GS | DG |
| ------------------------- | -- | - | - | - | - | -- | -- | -- |
| Guyana francese           | 10 | 6 | 3 | 1 | 2 | 10 | 6  | +4 |
| Saint Vincent e Grenadine | 9  | 6 | 3 | 0 | 3 | 13 | 14 | -1 |
| Bermuda                   | 8  | 6 | 2 | 2 | 2 | 8  | 9  | -1 |
| Belize                    | 7  | 6 | 2 | 1 | 3 | 5  | 7  | -2 |

| Squadra                   | Guyana francese (bandiera) | Bermuda (bandiera) | Saint Vincent e Grenadine (bandiera) | Belize (bandiera) |
| ------------------------- | -------------------------- | ------------------ | ------------------------------------ | ----------------- |
| Guyana francese           |                            | 3 – 0              | 3 – 2                                | 0 – 2             |
| Bermuda                   | 0 – 0                      |                    | 3 – 1                                | 1 – 1             |
| Saint Vincent e Grenadine | 1 – 4                      | 4 – 3              |                                      | 3 – 0             |
| Belize                    | 1 – 0                      | 0 – 1              | 1 – 2                                |                   |

#### Gruppo D
| Squadra           | Pt | G | V | N | P | GF | GS | DG  |
| ----------------- | -- | - | - | - | - | -- | -- | --- |
| Guyana            | 15 | 5 | 5 | 0 | 0 | 20 | 5  | +15 |
| Porto Rico        | 9  | 6 | 4 | 0 | 2 | 22 | 10 | +12 |
| Antigua e Barbuda | 4  | 6 | 1 | 1 | 4 | 9  | 22 | -13 |
| Bahamas           | 1  | 5 | 0 | 1 | 4 | 7  | 21 | -14 |

| Squadra           | Guyana (bandiera) | Antigua e Barbuda (bandiera) | Porto Rico (bandiera) | Bahamas (bandiera) |
| ----------------- | ----------------- | ---------------------------- | --------------------- | ------------------ |
| Guyana            |                   | 6 – 0                        | 3 – 1                 | 3 – 2              |
| Antigua e Barbuda | 1 – 5             |                              | 2 – 3                 | 2 – 2              |
| Porto Rico        | 1 – 3             | 5 – 0                        |                       | 6 – 1              |
| Bahamas           | canc.             | 1 – 4                        | 1 – 6                 |                    |

### Lega C

#### Gruppo A
| Squadra      | Pt | G | V | N | P | GF | GS | DG  |
| ------------ | -- | - | - | - | - | -- | -- | --- |
| Saint-Martin | 12 | 4 | 4 | 0 | 0 | 20 | 1  | +19 |
| Bonaire      | 6  | 4 | 2 | 0 | 2 | 6  | 6  | 0   |
| Anguilla     | 0  | 4 | 0 | 0 | 4 | 0  | 19 | -19 |

| Squadra      | Bonaire (bandiera) | Saint-Martin (bandiera) | Anguilla (bandiera) |
| ------------ | ------------------ | ----------------------- | ------------------- |
| Bonaire      |                    | 0 – 4                   | 2 – 0               |
| Saint-Martin | 2 – 1              |                         | 8 – 0               |
| Anguilla     | 0 – 3              | 0 – 6                   |                     |

#### Gruppo B
| Squadra                 | Pt | G | V | N | P | GF | GS | DG  |
| ----------------------- | -- | - | - | - | - | -- | -- | --- |
| Aruba                   | 12 | 4 | 4 | 0 | 0 | 14 | 4  | +10 |
| Isole Cayman            | 4  | 4 | 1 | 1 | 2 | 6  | 10 | -4  |
| Isole Vergini Americane | 1  | 4 | 0 | 1 | 3 | 5  | 11 | -6  |

| Squadra                 | Aruba (bandiera) | Isole Cayman (bandiera) | Isole Vergini Americane (bandiera) |
| ----------------------- | ---------------- | ----------------------- | ---------------------------------- |
| Aruba                   |                  | 5 – 1                   | 3 – 1                              |
| Isole Cayman            | 1 – 2            |                         | 2 – 1                              |
| Isole Vergini Americane | 1 – 4            | 2 – 2                   |                                    |

#### Gruppo C
| Squadra                   | Pt | G | V | N | P | GF | GS | DG |
| ------------------------- | -- | - | - | - | - | -- | -- | -- |
| Dominica                  | 10 | 4 | 3 | 1 | 0 | 8  | 2  | +6 |
| Isole Vergini Britanniche | 5  | 4 | 1 | 2 | 1 | 7  | 6  | +1 |
| Turks e Caicos            | 1  | 4 | 0 | 1 | 3 | 3  | 10 | -7 |

| Squadra                   | Dominica (bandiera) | Turks e Caicos (bandiera) | Isole Vergini Britanniche (bandiera) |
| ------------------------- | ------------------- | ------------------------- | ------------------------------------ |
| Dominica                  |                     | 2 – 0                     | 1 – 1                                |
| Turks e Caicos            | 0 – 3               |                           | 2 – 2                                |
| Isole Vergini Britanniche | 1 – 2               | 3 – 1                     |                                      |

#### Raffronto seconde classificate
La miglior seconda classificata della Lega C, è promossa nella Lega B.
| Squadra                   | Pt | G | V | N | P | GF | GS | DR | Gruppo |
| ------------------------- | -- | - | - | - | - | -- | -- | -- | ------ |
| Bonaire                   | 6  | 4 | 2 | 0 | 2 | 6  | 6  | 0  | 1      |
| Isole Vergini Britanniche | 5  | 4 | 1 | 2 | 1 | 7  | 6  | +1 | 3      |
| Isole Cayman              | 4  | 4 | 1 | 1 | 2 | 6  | 10 | -4 | 2      |

## Fase finale

### Quarti di finale
Gli accoppiamenti dei quarti di finale sono stati stabiliti utilizzando il ranking della CONCACAF aggiornata dopo le partite internazionali di ottobre 2023 per le quattro squadre teste di serie, mentre i risultati della fase a gironi hanno determinato il raffronto tra le vincitrici e le seconde classificate di ciascun girone.
Le quattro squadre testa di serie che hanno ricevuto un passaggio diretto ai quarti di finale (Canada, Costa Rica, Messico e Stati Uniti) hanno avuto la possibilità di decidere l'ordine delle gare. Le vincitrici avanano alle finali della Nations League e si qualificano per la Copa América 2024, mentre le perdenti avanzano agli spareggi di qualificazione della Copa América.
| Pos. | Squadra     | Pt    | Rank |
| ---- | ----------- | ----- | ---- |
| 1    | Messico     | 1.967 | 1    |
| 2    | Stati Uniti | 1.909 | 2    |
| 3    | Canada      | 1.729 | 4    |
| 4    | Costa Rica  | 1.676 | 5    |

Vincitrici gruppi e seconde classificate
| Squadra           | Pt | G | V | N | P | GF | GS | DG |
| ----------------- | -- | - | - | - | - | -- | -- | -- |
| Panama            | 10 | 4 | 3 | 1 | 0 | 9  | 2  | +7 |
| Giamaica          | 10 | 4 | 3 | 1 | 0 | 10 | 5  | +5 |
| Trinidad e Tobago | 9  | 4 | 3 | 0 | 1 | 10 | 9  | +1 |
| Honduras          | 7  | 4 | 2 | 1 | 1 | 8  | 1  | +7 |

Le gare di andata si sono giocate dal 16 al 18 novembre, mentre le gare di ritorno si sono giocate il 20 e 21 novembre 2023.
| Squadra 1   | Totale          | Squadra 2         | Andata | Ritorno     |
| ----------- | --------------- | ----------------- | ------ | ----------- |
| Costa Rica  | 1 - 6           | Panama            | 0 - 3  | 1 - 3       |
| Giamaica    | 4 - 4           | Canada            | 1 - 2  | 3 - 2       |
| Stati Uniti | 4 - 2           | Trinidad e Tobago | 3 - 0  | 1 - 2       |
| Honduras    | 2 - 2 (2-4 dtr) | Messico           | 2 - 0  | 0 - 2 (dts) |

### Finals
Le quattro vincitrici dei rispettivi gruppi accedono alla fase finale. Per determinare gli accoppiamenti delle semifinali è stata stilata una classifica in base ai risultati ottenuti nella fase a gruppi, la prima classificata affronta la quarta classificata e la seconda classificata affronta la terza classificata.
| Squadra     | Pt | G | V | N | P | GF | GS | DG |
| ----------- | -- | - | - | - | - | -- | -- | -- |
| Panama      | 6  | 2 | 2 | 0 | 0 | 6  | 1  | +5 |
| Stati Uniti | 3  | 2 | 1 | 0 | 1 | 4  | 2  | +2 |
| Giamaica    | 3  | 2 | 1 | 0 | 1 | 4  | 4  | +0 |
| Messico     | 3  | 2 | 1 | 0 | 1 | 2  | 2  | +0 |

#### Tabellone
|  | Semifinali | Semifinali        | Semifinali  |             |         | 1º/2º posto | 1º/2º posto | 1º/2º posto |  |
|  |            |                   |             |             |         |             |             |             |  |
|  | A1         | Panama            | 0           |             |         |             |             |             |  |
|  | A1         | Panama            | 0           |             |         |             |             |             |  |
|  | A4         | Messico           | 3           |             |         |             |             |             |  |
|  | A4         | Messico           | 3           |             | Messico | Messico     | 0           |             |  |
|  |            |                   |             |             | Messico | Messico     | 0           |             |  |
|  |            |                   | Stati Uniti | Stati Uniti | 2       |             |             |             |  |
|  | A2         | Stati Uniti (dts) | Stati Uniti | Stati Uniti | 2       | 3           |             |             |  |
|  | A2         | Stati Uniti (dts) |             |             |         | 3           |             |             |  |
|  | A4         | Giamaica          | 1           |             |         | 3º/4º posto | 3º/4º posto | 3º/4º posto |  |
|  | A4         | Giamaica          | 1           |             |         |             |             |             |  |
|  |            |                   |             |             |         |             |             |             |  |
|  |            |                   |             |             |         | Panama      | Panama      | 0           |  |
|  |            |                   |             |             |         | Panama      | Panama      | 0           |  |
|  |            |                   |             |             |         | Giamaica    | Giamaica    | 1           |  |

#### Semifinali
| Arbitro: | Selvin Brown |

|                                     |           |          |
| Burke 90+6’ (aut.) Wright 96’, 108’ | Marcatori | 1’ Leigh |

| Arbitro: | Walter López |

|  |           |                                     |
|  | Marcatori | 40’ Álvarez 43’ Quiñones 67’ Pineda |

#### Finale 3º posto
| Arbitro: | Tori Penso |

|  |           |               |
|  | Marcatori | 42’ Lembikisa |

#### Finale
| Arbitro: | Drew Fischer |

|  |           |                     |
|  | Marcatori | 45’ Adams 63’ Reyna |